# Ziemeļblāzma (nádraží)
Ziemeļblāzma (česky Severní polární záře) je železniční stanice v severní části v lotyšské metropole Riga. Leží na železniční trati Zemitāni - Skulte. Zastavují zde všechny elektrické osobní vlaky do Carnikavy, Saulkrasti a Skulte. Přes stanici tranzituje také hustá nákladní doprava k ropným terminálům. Do rižské loděnice k nim ve směru na Rigu odbočuje vlečka. Ročně se stanicí přepraví až 4,5 milionu tun ropných produktů.

## Historie
Stanice původně nesla název Rīnuži a byla otevřena 26. října 1933, současně s otevřením provozu na železničním úseku Riga-Carnikava. Přejmenována na současný název byla 1. dubna 1939 na počest Augusta Dombrovskise - zakladatele lidového domu Ziemeļblāzma.

## Stanice

### Výpravní budova
Výpravní budova pro odbavování cestujících se dochovala dodnes. Postavena byla v letech 1934-1935 s použitím materiálů z budov zbouraných na železniční trati Daugavpils-Rītupe. 

### Nástupiště
Nástupiště stanice prošlo na konci roku 2013 rekonstrukcí. Druhé nástupiště bylo zrušeno a elktrické vlaky v obou směrech zastavují na třetím nástupišti. Do konce roku 2023 je plánována modernizace.

## Služby ve stanici
V blízkosti stanice Ziemeļblāzma jezdí autobusy 11, 19 a 29 (zastávka Ziemeļblāzma na ulici Āliņģu) a autobusy 2 a 24 (zastávka na křižovatce ulic Emmas a Gāles).

## Galerie

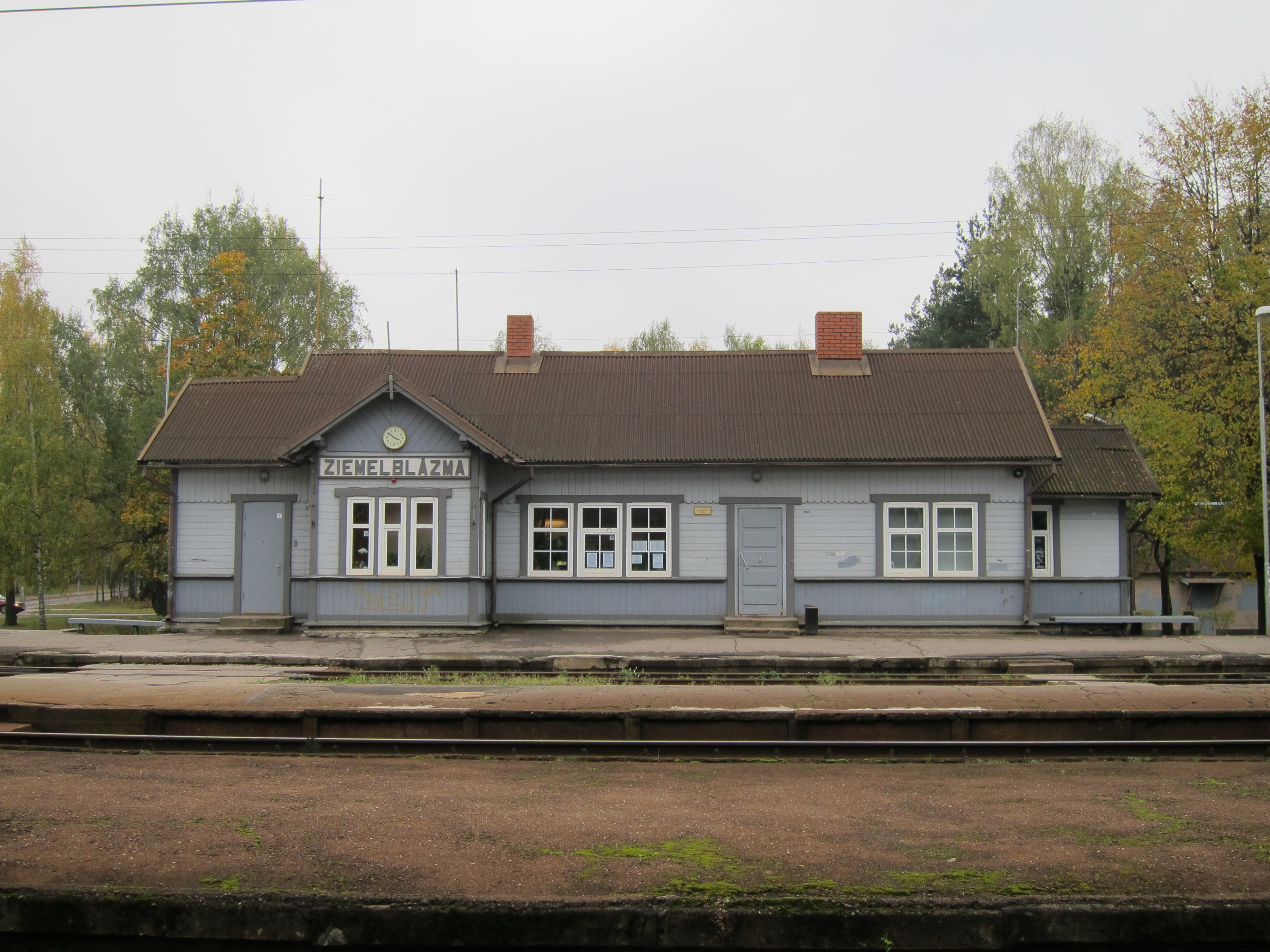
Budova stanice Ziemeļblāzma v roce 2012
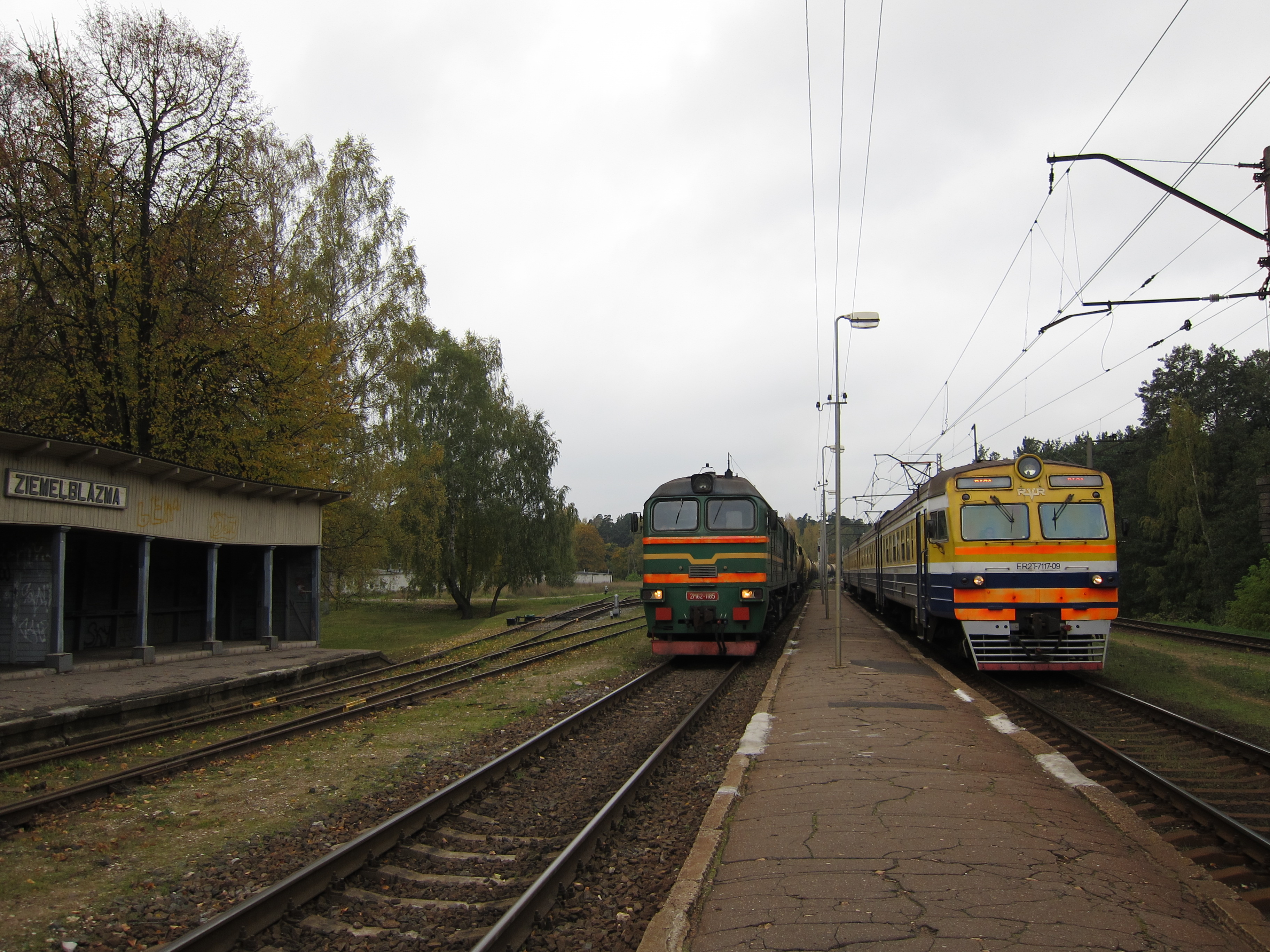
Nákladní vlak a elektrický vlak ve stanici Ziemeļblāzma
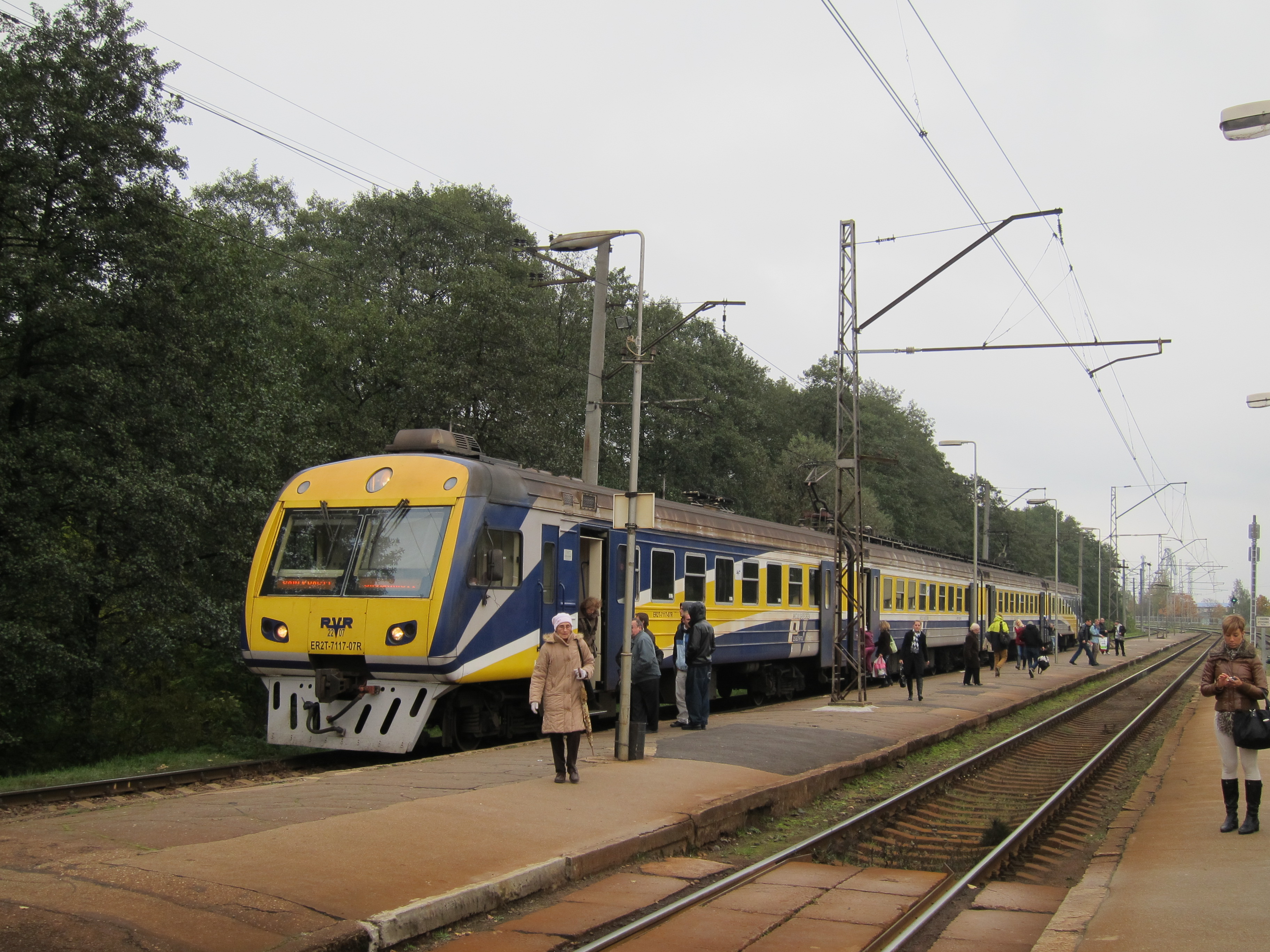
Elektrický vlak na stanici Ziemeļblāzma
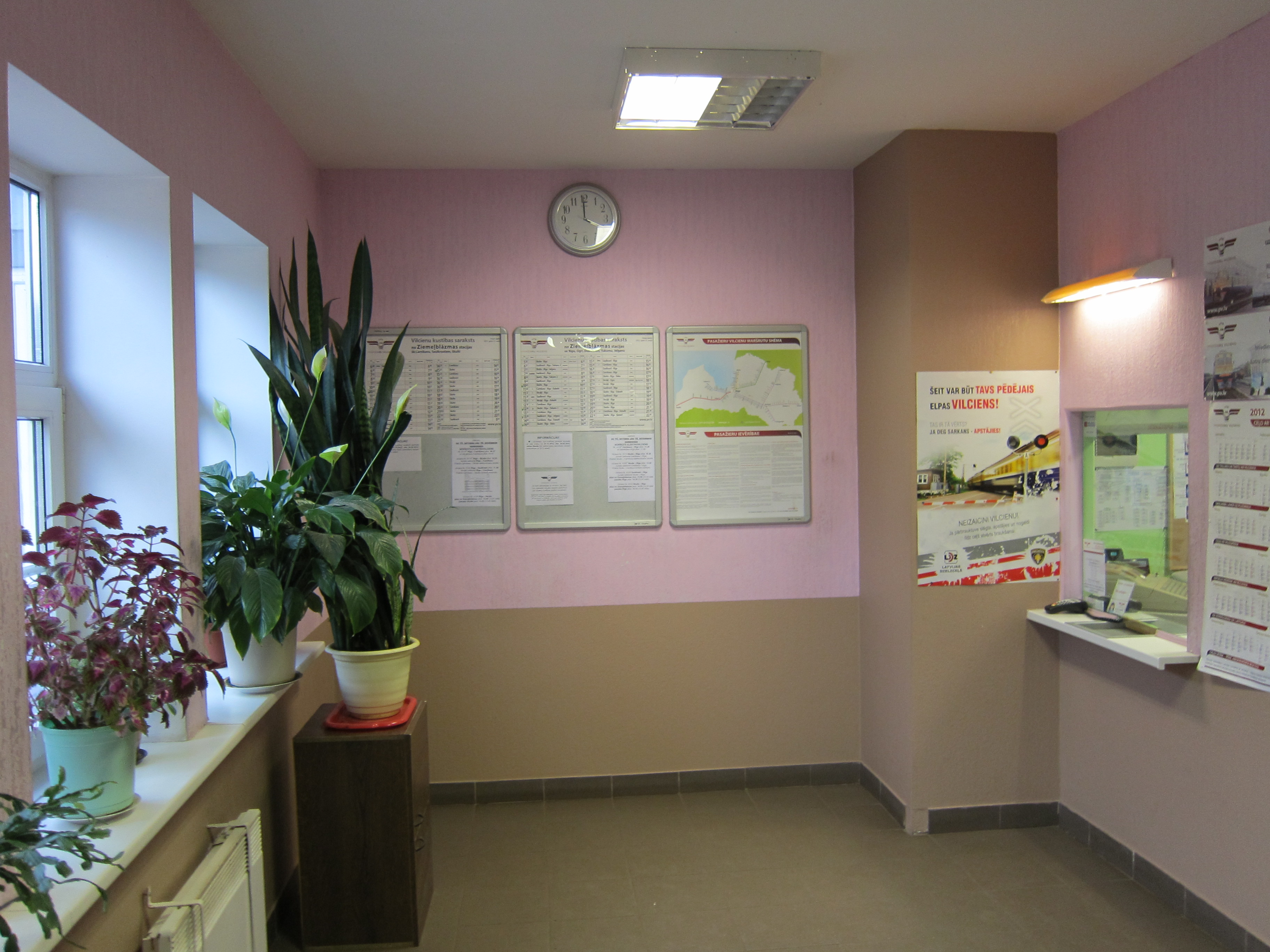
Čekárna na nádraží